# Virgatanytarsus hulensis
Virgatanytarsus hulensis är en tvåvingeart som först beskrevs av Kugler 1973.  Virgatanytarsus hulensis ingår i släktet Virgatanytarsus och familjen fjädermyggor. Inga underarter finns listade i Catalogue of Life.